# 龍霸天下
龍霸天下是1992年的动作片，由德怀特·哈伯德·里特執導，李小龍之子李国豪主演。李国豪在這電影中盡顯身手，得到好莱坞重视，得以演出名遗作乌鸦的機會，却在電影烏鴉拍攝期間意外身亡。李此片演一局外者大学生，目击美国社会发生一凶案，即意外涉案，行凶者是一黑帮大老，要求执法者带李见他，欲除去李及带他来的执法者，最后反而是功夫好的李于谈判时救了执法者。

## 外部連結
- 互联网电影数据库（IMDb）上《龍霸天下》的资料（英文）
- Box Office Mojo上《Rapid Fire》的資料（英文）
- 爛番茄上《龍霸天下》的資料（英文）